# المبرز (بيشة)
المبرز وهي قرية من قرى محافظة بيشة التابعة إلى منطقة عسير في المملكة العربية السعودية.

## التسمية والموقع
المُبَرَّز بضم أوله وفتح ثانية وتشديد الراء و زاي، وهي قاعدة قبائل الفزع من خثعم ومقر مركز وادي تبالة الإداري والمؤسسات الحكومية وتقع القرية شرق وادي تبالة على بعد أقل من 2 كليو متر ويمر من القرية أحد روافد وادي تبالة، وترتبط بالمركز الإداري لقبيلة الفزع، تبعد قرية المبرز عن مدينة بيشة حوالي 50 كيلو متر، وتحيط بها قرى مركز تبالة على بعد أقل من 1 كيلو متر شرق قرية أم الحضن
تضم القرية عدداً من المساجد ومركزاً صحياً. كما وقد ضربت القرية عدد من السيول خلال السنوات الماضية.